# Simulium caohaiense
Simulium caohaiense är en tvåvingeart som beskrevs av Chen och Zhang 1997. Simulium caohaiense ingår i släktet Simulium och familjen knott. Inga underarter finns listade i Catalogue of Life.